# Misión en Buenos Aires
Misión en Buenos Aires, cuyo título alternativo es Misión extravagante es una película en blanco y negro coproducción de Argentina y España dirigida por Ricardo Gascón según el guion de César Tiempo, Roberto Socoll y Oscar Magdalena sobre el argumento de Carmen Montero que fue estrenada en Argentina el 2 de diciembre de 1954 y en España el 16 de abril de 1956 y que tuvo como protagonistas al extorero y actor Mario Cabré, Elisa Christian Galvé, Mario Lanza y Mecha Monterrey.

## Sinopsis
Un hombre de negocios español viaja a Buenos Aires para lograr una patente y es asaltado por un delincuente, perdiendo sus documentos. Al llegar a la capital argentina busca al ladrón pero se ve envuelto en una compleja trama.

## Reparto
- Elisa Christian Galvé …Elsa Ríos
- Mario Cabré …Víctor
- Jorge Lanza …Aldo Fabiani
- Mecha Monterrey …Tilda Tanker
- Alberto Terrones …Sr. Ríos
- Alejandro Maximino …Sr. Solana
- María Armand …Olga de Ríos
- Mario Giusti
- Toscanito
- Miriam Sucre
- Jorge Villoldo
- Victoria Araujo
- Arturo Arcari
- Eduardo Berraondo
- Juan Eulate
- Emilio Fábregas
- Mario Giusti
- Alfredo Herrero
- Ramón Martori
- Pedro Mascaró
- Mercedes Monterrey
- César Ojinaga
- Augusto Ordóñez
- César Pombo
- Jesús Puche
- José Soler
- Manuel Soriano
- Ramón Vaccaro
- Luis Villasiul
- Anita Palmero

## Festivales
1.ª Semana Internacional del Cine de San Sebastián
| Certamen                  | Resultado |
| ------------------------- | --------- |
| Exhibición no competitiva | Incluida  |